# Christa Campbell
Christa Campbell (Grand Junction, 17 dicembre 1973) è un'attrice, modella e produttrice cinematografica statunitense.
È stata anche una giocatrice di lingerie football.

## Cinema e televisione
I film per i quali è maggiormente nota sono gli horror 2001 Maniacs e 2001 maniacs - Beverly Hellbillys (sequel del primo). Ha avuto ruoli in diversi altri film tra i quali Un ragazzo tutto nuovo (2002), Il prescelto (2006) e Blonde Ambition - Una bionda a NY (2007).
Ha interpretato Bettie Page da giovane in "The E! True Hollywood Story" ed è apparsa in alcuni telefilm e programmi televisivi. Ha prestato la voce per Elisabeth Shue nel cartone animato I Griffin.

## Modella
Ha posato per Stuff, Maxim, FHM, Playboy (settembre 2007).

## Lingerie football
Christa Campbell ha giocato (con il numero 8) e vinto il primo Lingerie Bowl (2004) con il Team Dream

## Filmografia

### Attrice

#### Cinema
- Erotic Landscapes (1994)
- Erotic Confessions: Vol. 1 (1996)
- Erotic Confessions: Vol. 3 (1996)
- Erotic Confessions: Vol. 6 (1996)
- Erotic Confessions: Vol. 11 (1999)
- Red Letters (2000)
- I soliti amici (2000)
- Desire L.A. - cortometraggio (2000)
- Looking for Bobby D - cortometraggio (2001)
- Un ragazzo tutto nuovo (The New Guy), regia di Ed Decter (2002)
- Malibu's Most Wanted - Rapimento a Malibu (Malibu's Most Wanted), regia di John Whitesell (2003)
- The Drone Virus (2004)
- 2001 Maniacs, regia di Tim Sullivan (2005)
- Crazy in Love (Mozart and the Whale), regia di Petter Næss (2005)
- Death by Engagement (2005)
- End Game, regia di Andy Cheng (2006)
- Lonely Hearts, regia di Todd Robinson (2006)
- Relative Strangers - Aiuto! sono arrivati i miei (Relative Strangers), regia di Greg Glienna (2006)
- Il prescelto (The Wicker Man), regia di Neil LaBute (2006)
- Cleaner, regia di Renny Harlin (2007)
- Revamped (2007)
- Hallows Point (2007)
- Blonde Ambition - Una bionda a NY (Blonde Ambition), regia di Scott Marshall (2007)
- Blizhniy Boy: The Ultimate Fighter (2007)
- Hero Wanted, regia di Brian Smrz (2008)
- Day of the Dead, regia di Steve Miner (2008)
- Audie & the Wolf (2008)
- Gurdian (2009)
- 2001 Maniacs: Beverly Hillbillys (2010)
- Blood: A Butcher's Tale (2010)
- Professione assassino (The Mechanic), regia di Simon West (2011)
- Drive Angry, regia di Patrick Lussier (2011)
- Hyenas (2011)
- The Iceman, regia di Ariel Vromen (2012)
- Big Wedding (The Big Wedding), regia di Justin Zackham (2013)
- Homefront, regia di Gary Fleder (2013)
- Automata (Autómata), regia di Gabe Ibáñez (2014)

#### Televisione
- All That - serie TV, 1 episodio (1997)
- Erotic Confessions - serie TV, 3 episodi (1995-1999)
- E vissero infelici per sempre - serie TV, 1 episodio (1999)
- D.O.A - film TV (1999)
- Spring Break Lawyer - film TV (2001)
- Sabrina, vita da strega - serie TV, 1 episodio (2002)
- Summerland - serie TV, 1 episodio (2004)
- MosquitoMan - Una nuova razza di predatori (MosquitoMan), regia di Tibor Takács - film TV (2005)
- The Black Hole - film TV (2006)
- Kraken: Tentacles of the Deep - film TV (2006)

### Doppiatrice
- I Griffin - serie TV, 1 episodio (2007)

### Produttrice
- Una rete di bugie (A Case of You), regia di Kat Coiro (2013)
- Criminal, regia di Ariel Vromen (2016)
- The Bleeder - La storia del vero Rocky Balboa (The Bleeder), regia di Philippe Falardeau (2016)
- Come ti ammazzo il bodyguard (The Hitman's Bodyguard), regia di Patrick Hughes (2017)
- Leatherface, regia di Alexandre Bustillo e Julien Maury (2017)
- Day of the Dead: Bloodline, regia di Hèctor Hernández Vicens (2018)
- Hunter Killer - Caccia negli abissi (Hunter Killer), regia di Donovan Marsh (2018)
- Hellboy, regia di Neil Marshall (2019)
- Attacco al potere 3 - Angel Has Fallen (Angel Has Fallen), regia di Ric Roman Waugh  (2019)
- Rambo: Last Blood, regia di Adrian Grunberg (2019)
- I mercenari 4 - Expendables (Expend4bles), regia di Scott Waugh (2023)

## Programmi TV
- Thunderbox (2000)
- The X Show (2000)